# Mazal Jan
Maz'al ibn Yabir al-Kaabi (en árabe: مزعل بن جابر الكعبي‎; 18~~ - 1897, estilizado como Muaz us-Sultana) fue hijo del jeque Yabir al-Kaabi. Sucedió a su padre como jeque de Mohammerah (hoy Jorramchar) y líder de la tribu árabe de los Bani Kaab, tal como aparece confirmado por una orden ejecutiva (farman) de la dinastía kayar.
Según algunas fuentes fue asesinado a manos de su propio hermano menor Jazal Jan, mientras otras dicen que murió a manos de un guarda de palacio que cumplía órdenes de Jazal.